# Klubowy Puchar Europy w szachach (2014)
2014 – trzydziesty sezon Klubowego Pucharu Europy w szachach. Rozgrywki odbyły się w Bilbao w dniach 14–20 września 2014 roku. Tytuł zdobył azerski SOCAR-Azerbaijan.

## Format rozgrywek
Turniej odbywał się systemem szwajcarskim na dystansie siedmiu rund. W przypadku identycznej liczby punktów decydował system Sonneborna-Bergera, a przy dalszej równości – łączna liczba punktów uzyskanych przez zawodników.

## Uczestnicy
W nawiasie podano średni ranking Elo. Źródło: OlimpBase

- Butrinti Saranda (1711)
- Grantham Sharks (2035)
- White Rose Chess Club (2258)
- Royal Salzburg (2365)
- SK Hohenems (2494)
- Odlar Yurdu (2612)
- SOCAR-Azerbaijan (2750)
- CE Fontainois (2287)
- KSK 47 Eynatten (2453)
- KSK Rochade Eupen-Kelmis (2371)
- Mińsk (2486)
- G-Team Nový Bor (2696)
- Brønshøj SF (2225)
- Matinkylän SK (2254)
- Shakkivelhot Porvoo (2205)
- CE de Bois-Colombes (2390)
- Gros XT (2530)
- Sestao Naturgas Energia XT (2560)
- Solvay Torrelavega (2475)
- HMC Calder (2363)
- Leidsch SG (2404)
- SC En Passant (2370)
- Adare Chess Club (2048)
- Ennis Chess Club (1893)
- Skákfélagið Huginn (2419)
- Beer Sheva Chess Club (2586)
- Margiris Kowno (2354)
- CE Dudelange (2112)
- De Sprénger Echternach (2244)
- The Smashing Pawns Bieles (2237)
- Gambit-Aseko Skopje (2350)
- CE Monte-Carlo (2134)
- SF Berlin 1903 (2354)
- SG Solingen (2562)
- SV Mülheim-Nord (2436)
- Werder Brema (2275)
- Asker SK (2306)
- Oslo SS (2402)
- Ładja Kazań (2488)
- Małachit Jekaterynburg (2731)
- SPBSzF Petersburg (2705)
- SzSM Nasze Nasledije Moskwa (2675)
- ŠK Dunajská Streda (2435)
- Bon Accord Chess Club (1876)
- Edinburgh Chess Club (2110)
- SG Zürich (2442)
- SK Rockaden Stockholm (2407)
- SK Team Viking (2378)
- Abergavenny Chess Club (1989)
- White Knights Chess Club (1963)
- Haladás VSE Szombathely (2421)
- Obiettivo Risarcimento Padova (2736)

## Rozgrywki

### Runda 1
Źródło: OlimpBase
14 września 2014
| SOCAR-Azerbaijan – SK Team Viking 5½:½                       |
| KSK Rochade Eupen-Kelmis – Obiettivo Risarcimento Padova 0:6 |
| Małachit Jekaterynburg – SC En Passant 5:1                   |
| Royal Salzburg – SPBSzF Petersburg 2:4                       |
| G-Team Nový Bor – HMC Calder 5½:½                            |
| SF Berlin 1903 – SzSM Nasze Nasledije Moskwa 1½:4½           |
| Odlar Yurdu – Gambit-Aseko Skopje 5½:½                       |
| Asker SK – Beer Sheva Chess Club ½:5½                        |
| SG Solingen – The Smashing Pawns Bieles 4½:1½                |
| CE Fontainois – Sestao Naturgas Energia XT 3:3               |
| Ładja Kazań – Werder Brema 5½:½                              |
| White Rose Chess Club – Gros XT 1½:4½                        |
| Haladás VSE Szombathely – Matinkylän SK 5:1                  |
| De Sprénger Echternach – SK Hohenems 1:5                     |
| Mińsk – Brønshøj SF 6:0                                      |
| Shakkivelhot Porvoo – Solvay Torrelavega 1:5                 |
| KSK 47 Eynatten – CE Monte-Carlo 5:1                         |
| CE Dudelange – SG Zürich 0:6                                 |
| ŠK Dunajská Streda – Edinburgh Chess Club 5:1                |
| SK Rockaden Stockholm – Ennis Chess Club 5½:½                |
| Skákfélagið Huginn – Adare Chess Club 5½:½                   |
| Grantham Sharks – SV Mülheim-Nord 3½:2½                      |
| Leidsch SG – Abergavenny Chess Club 5½:½                     |
| White Knights Chess Club – Oslo SS ½:5½                      |
| CE de Bois-Colombes – Bon Accord Chess Club 6:0              |
| Butrinti Saranda – Margiris Kowno ½:5½                       |

### Runda 2
Źródło: OlimpBase
15 września 2014
| SzSM Nasze Nasledije Moskwa – SOCAR-Azerbaijan 1:5         |
| Obiettivo Risarcimento Padova – Grantham Sharks 5:1        |
| Małachit Jekaterynburg – Skákfélagið Huginn 4:2            |
| SPBSzF Petersburg – Mińsk 4:2                              |
| ŠK Dunajská Streda – G-Team Nový Bor 1:5                   |
| KSK 47 Eynatten – Odlar Yurdu 1½:4½                        |
| Beer Sheva Chess Club – Solvay Torrelavega 5:1             |
| SG Solingen – CE de Bois-Colombes 5½:½                     |
| SK Hohenems – Ładja Kazań 3:3                              |
| SG Zürich – Gros XT ½:5½                                   |
| Haladás VSE Szombathely – SK Rockaden Stockholm 2½:3½      |
| Margiris Kowno – Leidsch SG 3:3                            |
| Oslo SS – Sestao Naturgas Energia XT 3½:2½                 |
| HMC Calder – CE Fontainois 4½:1½                           |
| SV Mülheim-Nord – Bon Accord Chess Club 3:3                |
| SK Team Viking – Gambit-Aseko Skopje 5:1                   |
| The Smashing Pawns Bieles – KSK Rochade Eupen-Kelmis 2½:3½ |
| SC En Passant – White Knights Chess Club 5½:½              |
| CE Dudelange – Royal Salzburg ½:5½                         |
| Brønshøj SF – SF Berlin 1903 3:3                           |
| Edinburgh Chess Club – Asker SK 3½:2½                      |
| CE Monte-Carlo – Werder Brema 2:4                          |
| Butrinti Saranda – White Rose Chess Club 2:4               |
| Matinkylän SK – Abergavenny Chess Club 4½:1½               |
| Adare Chess Club – De Sprénger Echternach 2:4              |
| Ennis Chess Club – Shakkivelhot Porvoo 1½:4½               |

### Runda 3
Źródło: OlimpBase
16 września 2014
| SOCAR-Azerbaijan – Oslo SS 4½:1½                         |
| SPBSzF Petersburg – Obiettivo Risarcimento Padova 3:3    |
| Beer Sheva Chess Club – Małachit Jekaterynburg 3:3       |
| G-Team Nový Bor – SK Rockaden Stockholm 6:0              |
| Odlar Yurdu – SG Solingen 3:3                            |
| Gros XT – Ładja Kazań 2½:3½                              |
| Leidsch SG – SK Hohenems 3:3                             |
| Mińsk – Margiris Kowno 4½:1½                             |
| White Rose Chess Club – SzSM Nasze Nasledije Moskwa 1:5  |
| KSK Rochade Eupen-Kelmis – Haladás VSE Szombathely 2½:3½ |
| Solvay Torrelavega – Matinkylän SK 5½:½                  |
| Grantham Sharks – KSK 47 Eynatten 1½:4½                  |
| De Sprénger Echternach – SG Zürich ½:5½                  |
| SK Team Viking – ŠK Dunajská Streda 3:3                  |
| Werder Brema – Skákfélagið Huginn 1:5                    |
| CE de Bois-Colombes – Shakkivelhot Porvoo 5½:½           |
| HMC Calder – SC En Passant 2½:3½                         |
| Royal Salzburg – Edinburgh Chess Club 4½:1½              |
| Sestao Naturgas Energia XT – Brønshøj SF 3:3             |
| CE Fontainois – SV Mülheim-Nord 1:5                      |
| Bon Accord Chess Club – SF Berlin 1903 0:6               |
| Gambit-Aseko Skopje – Asker SK 4:2                       |
| The Smashing Pawns Bieles – CE Dudelange 4:2             |
| White Knights Chess Club – CE Monte-Carlo 1½:4½          |
| Ennis Chess Club – Butrinti Saranda 3½:2½                |
| Abergavenny Chess Club – Adare Chess Club 2½:3½          |

### Runda 4
Źródło: OlimpBase
17 września 2014
| SOCAR-Azerbaijan – G-Team Nový Bor 4:2                      |
| Obiettivo Risarcimento Padova – Beer Sheva Chess Club 4½:1½ |
| Małachit Jekaterynburg – SPBSzF Petersburg 4:2              |
| Ładja Kazań – SG Solingen 3½:2½                             |
| Gros XT – Odlar Yurdu 2:4                                   |
| SzSM Nasze Nasledije Moskwa – Solvay Torrelavega 5:1        |
| Oslo SS – Haladás VSE Szombathely 2½:3½                     |
| SK Hohenems – SC En Passant 4:2                             |
| SG Zürich – Mińsk 2:4                                       |
| KSK 47 Eynatten – Royal Salzburg 3:3                        |
| SK Rockaden Stockholm – Leidsch SG 4½:1½                    |
| Skákfélagið Huginn – CE de Bois-Colombes 4½:1½              |
| SF Berlin 1903 – ŠK Dunajská Streda 4:2                     |
| Margiris Kowno – SK Team Viking 2½:3½                       |
| SV Mülheim-Nord – Edinburgh Chess Club 5½:½                 |
| Sestao Naturgas Energia XT – Gambit-Aseko Skopje 5½:½       |
| Werder Brema – KSK Rochade Eupen-Kelmis 2:4                 |
| De Sprénger Echternach – HMC Calder 2:4                     |
| Adare Chess Club – The Smashing Pawns Bieles 2:4            |
| Shakkivelhot Porvoo – White Rose Chess Club 3:3             |
| Matinkylän SK – Grantham Sharks ½:5½                        |
| Brønshøj SF – CE Monte-Carlo 2:4                            |
| CE Fontainois – Ennis Chess Club 4½:1½                      |
| Bon Accord Chess Club – Butrinti Saranda 3½:2½              |
| Asker SK – CE Dudelange 5½:½                                |
| Abergavenny Chess Club – White Knights Chess Club 4½:1½     |

### Runda 5
Źródło: OlimpBase
18 września 2014
| Obiettivo Risarcimento Padova – SOCAR-Azerbaijan 2½:3½  |
| Ładja Kazań – Małachit Jekaterynburg 2:4                |
| Odlar Yurdu – G-Team Nový Bor 2½:3½                     |
| SK Rockaden Stockholm – SzSM Nasze Nasledije Moskwa 0:6 |
| Haladás VSE Szombathely – Skákfélagið Huginn 2½:3½      |
| Mińsk – SK Hohenems 4:2                                 |
| SPBSzF Petersburg – SV Mülheim-Nord 5½:½                |
| Royal Salzburg – Beer Sheva Chess Club 2:4              |
| SG Solingen – SK Team Viking 4:2                        |
| SF Berlin 1903 – KSK 47 Eynatten 1½:4½                  |
| CE de Bois-Colombes – Sestao Naturgas Energia XT 1:5    |
| The Smashing Pawns Bieles – Gros XT 2½:3½               |
| Solvay Torrelavega – Leidsch SG 2:4                     |
| SG Zürich – Oslo SS 3½:2½                               |
| SC En Passant – KSK Rochade Eupen-Kelmis 4:2            |
| Grantham Sharks – HMC Calder ½:5½                       |
| CE Monte-Carlo – CE Fontainois ½:5½                     |
| ŠK Dunajská Streda – White Rose Chess Club 4:2          |
| Shakkivelhot Porvoo – Margiris Kowno 1½:4½              |
| Edinburgh Chess Club – Bon Accord Chess Club 4½:1½      |
| Gambit-Aseko Skopje – Werder Brema 5:1                  |
| Asker SK – Adare Chess Club 4:2                         |
| Ennis Chess Club – De Sprénger Echternach 3:3           |
| Brønshøj SF – Abergavenny Chess Club 5:1                |
| CE Dudelange – Matinkylän SK 4½:1½                      |
| Butrinti Saranda – White Knights Chess Club 3:3         |

### Runda 6
Źródło: OlimpBase
19 września 2014
| Małachit Jekaterynburg – SOCAR-Azerbaijan 1:5        |
| G-Team Nový Bor – Skákfélagið Huginn 5½:½            |
| SzSM Nasze Nasledije Moskwa – Mińsk 4½:1½            |
| KSK 47 Eynatten – Obiettivo Risarcimento Padova 2:4  |
| Beer Sheva Chess Club – SPBSzF Petersburg 1½:4½      |
| Odlar Yurdu – Ładja Kazań 3:3                        |
| SK Hohenems – SG Solingen 3:3                        |
| Sestao Naturgas Energia XT – SG Zürich 5:1           |
| Gros XT – SK Rockaden Stockholm 3½:2½                |
| HMC Calder – Haladás VSE Szombathely 1½:4½           |
| Leidsch SG – SC En Passant 2:4                       |
| SV Mülheim-Nord – ŠK Dunajská Streda 2½:3½           |
| Margiris Kowno – SF Berlin 1903 4½:1½                |
| CE Fontainois – Royal Salzburg 2½:3½                 |
| SK Team Viking – CE de Bois-Colombes 4:2             |
| CE Monte-Carlo – Solvay Torrelavega 1:5              |
| Oslo SS – Gambit-Aseko Skopje 2:4                    |
| KSK Rochade Eupen-Kelmis – Asker SK 2½:3½            |
| Edinburgh Chess Club – The Smashing Pawns Bieles 1:5 |
| Grantham Sharks – Brønshøj SF 2½:3½                  |
| White Rose Chess Club – Ennis Chess Club 4½:1½       |
| De Sprénger Echternach – Shakkivelhot Porvoo 3½:2½   |
| Adare Chess Club – Bon Accord Chess Club 3½:2½       |
| Matinkylän SK – Werder Brema 4½:1½                   |
| White Knights Chess Club – CE Dudelange 2½:3½        |
| Abergavenny Chess Club – Butrinti Saranda 4½:1½      |

### Runda 7
Źródło: OlimpBase
20 września 2014
| SOCAR-Azerbaijan – SPBSzF Petersburg 3½:2½                   |
| G-Team Nový Bor – SzSM Nasze Nasledije Moskwa 4½:1½          |
| Obiettivo Risarcimento Padova – Małachit Jekaterynburg 1½:4½ |
| SC En Passant – Odlar Yurdu ½:5½                             |
| SG Solingen – Haladás VSE Szombathely 4½:1½                  |
| Ładja Kazań – Sestao Naturgas Energia XT 3½:2½               |
| Skákfélagið Huginn – Mińsk 2:4                               |
| Beer Sheva Chess Club – Gros XT 3½:2½                        |
| ŠK Dunajská Streda – SK Hohenems 3½:2½                       |
| Margiris Kowno – KSK 47 Eynatten 1½:4½                       |
| Royal Salzburg – SK Team Viking 2:4                          |
| Solvay Torrelavega – The Smashing Pawns Bieles 4½:1½         |
| SK Rockaden Stockholm – SG Zürich 2½:3½                      |
| Asker SK – Leidsch SG 1½:4½                                  |
| Brønshøj SF – HMC Calder 3½:2½                               |
| Gambit-Aseko Skopje – CE Fontainois 2:4                      |
| White Rose Chess Club – SV Mülheim-Nord 2½:3½                |
| SF Berlin 1903 – De Sprénger Echternach 2½:3½                |
| Oslo SS – Abergavenny Chess Club 6:0                         |
| CE de Bois-Colombes – CE Monte-Carlo 4:2                     |
| CE Dudelange – KSK Rochade Eupen-Kelmis 0:6                  |
| Matinkylän SK – Edinburgh Chess Club 2½:3½                   |
| Adare Chess Club – Grantham Sharks 1½:4½                     |
| Bon Accord Chess Club – Ennis Chess Club 3½:2½               |
| Butrinti Saranda – Shakkivelhot Porvoo 2:4                   |
| Werder Brema – White Knights Chess Club 4:2                  |

## Klasyfikacja
Źródło: OlimpBase
| Msc | Zespół                        | M | W | R | P | Pkt |
| --- | ----------------------------- | - | - | - | - | --- |
| 1   | SOCAR-Azerbaijan              | 7 | 7 | 0 | 0 | 14  |
| 2   | G-Team Nový Bor               | 7 | 6 | 0 | 1 | 12  |
| 3   | Małachit Jekaterynburg        | 7 | 5 | 1 | 1 | 11  |
| 4   | Odlar Yurdu                   | 7 | 4 | 2 | 1 | 10  |
| 5   | SG Solingen                   | 7 | 4 | 2 | 1 | 10  |
| 6   | SzSM Nasze Nasledije Moskwa   | 7 | 5 | 0 | 2 | 10  |
| 7   | Mińsk                         | 7 | 5 | 0 | 2 | 10  |
| 8   | Ładja Kazań                   | 7 | 4 | 2 | 1 | 10  |
| 9   | SPBSzF Petersburg             | 7 | 4 | 1 | 2 | 9   |
| 10  | Obiettivo Risarcimento Padova | 7 | 4 | 1 | 2 | 9   |
| 11  | Beer Sheva Chess Club         | 7 | 4 | 1 | 2 | 9   |
| 12  | ŠK Dunajská Streda            | 7 | 4 | 1 | 2 | 9   |
| 13  | SK Team Viking                | 7 | 4 | 1 | 2 | 9   |
| 14  | KSK 47 Eynatten               | 7 | 4 | 1 | 2 | 9   |
| 15  | Sestao Naturgas Energia XT    | 7 | 3 | 2 | 2 | 8   |
| 16  | Gros XT                       | 7 | 4 | 0 | 3 | 8   |
| 17  | Leidsch SG                    | 7 | 3 | 2 | 2 | 8   |
| 18  | Skákfélagið Huginn            | 7 | 4 | 0 | 3 | 8   |
| 19  | Haladás VSE Szombathely       | 7 | 4 | 0 | 3 | 8   |
| 20  | SG Zürich                     | 7 | 4 | 0 | 3 | 8   |
| 21  | Solvay Torrelavega            | 7 | 4 | 0 | 3 | 8   |
| 22  | SC En Passant                 | 7 | 4 | 0 | 3 | 8   |
| 23  | Brønshøj SF                   | 7 | 3 | 2 | 2 | 8   |
| 24  | SK Hohenems                   | 7 | 2 | 3 | 2 | 7   |
| 25  | Royal Salzburg                | 7 | 3 | 1 | 3 | 7   |
| 26  | SV Mülheim-Nord               | 7 | 3 | 1 | 3 | 7   |
| 27  | Margiris Kowno                | 7 | 3 | 1 | 3 | 7   |
| 28  | CE Fontainois                 | 7 | 3 | 1 | 3 | 7   |
| 29  | De Sprénger Echternach        | 7 | 3 | 1 | 3 | 7   |
| 30  | Oslo SS                       | 7 | 3 | 0 | 4 | 6   |
| 31  | HMC Calder                    | 7 | 3 | 0 | 4 | 6   |
| 32  | The Smashing Pawns Bieles     | 7 | 3 | 0 | 4 | 6   |
| 33  | SK Rockaden Stockholm         | 7 | 3 | 0 | 4 | 6   |
| 34  | CE de Bois-Colombes           | 7 | 3 | 0 | 4 | 6   |
| 35  | KSK Rochade Eupen-Kelmis      | 7 | 3 | 0 | 4 | 6   |
| 36  | Grantham Sharks               | 7 | 3 | 0 | 4 | 6   |
| 37  | Asker SK                      | 7 | 3 | 0 | 4 | 6   |
| 38  | Gambit-Aseko Skopje           | 7 | 3 | 0 | 4 | 6   |
| 39  | Edinburgh Chess Club          | 7 | 3 | 0 | 4 | 6   |
| 40  | SF Berlin 1903                | 7 | 2 | 1 | 4 | 5   |
| 41  | White Rose Chess Club         | 7 | 2 | 1 | 4 | 5   |
| 42  | Shakkivelhot Porvoo           | 7 | 2 | 1 | 4 | 5   |
| 43  | Bon Accord Chess Club         | 7 | 2 | 1 | 4 | 5   |
| 44  | CE Monte-Carlo                | 7 | 2 | 0 | 5 | 4   |
| 45  | Adare Chess Club              | 7 | 2 | 0 | 5 | 4   |
| 46  | Matinkylän SK                 | 7 | 2 | 0 | 5 | 4   |
| 47  | Werder Brema                  | 7 | 2 | 0 | 5 | 4   |
| 48  | CE Dudelange                  | 7 | 2 | 0 | 5 | 4   |
| 49  | Abergavenny Chess Club        | 7 | 2 | 0 | 5 | 4   |
| 50  | Ennis Chess Club              | 7 | 1 | 1 | 5 | 3   |
| 51  | Butrinti Saranda              | 7 | 0 | 1 | 6 | 1   |
| 52  | White Knights Chess Club      | 7 | 0 | 1 | 6 | 1   |